# Resistência (cadela)
Resistência Lula da Silva, ou simplesmente Resistência, é uma cadela sem raça definida (CRAND) pertencente ao presidente brasileiro, Luiz Inácio Lula da Silva e a primeira-dama, Rosângela Lula da Silva. Foi o primeiro animal a subir a rampa do Palácio do Planalto durante a cerimônia de posse de um Presidente do Brasil. Resistência é Embaixadora Canina de Adoção Animal, recebeu o título em 2022 durante o Dia Nacional dos Direitos Animais.

## História

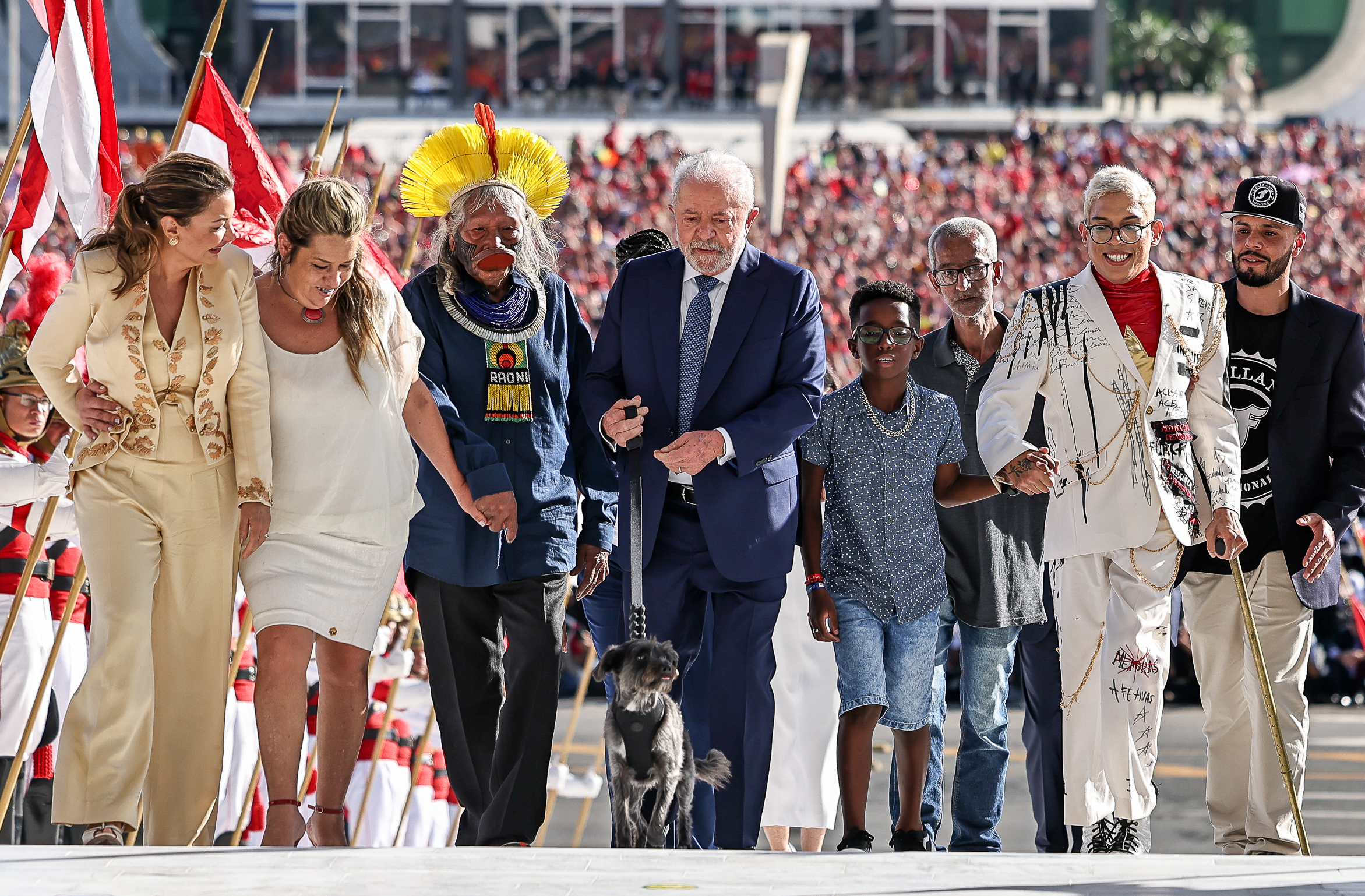
Resistência subindo a rampa do Palácio do Planalto na posse do presidente Lula.

A história da cadelinha Resistência tem início durante a vigília no acampamento Lula Livre em Curitiba, durante os dias que Lula ficou preso, onde ela perambulava entre as barracas. Anteriormente andando por entre carros na região da Superintendência da Polícia Federal, Resistência foi acolhida por dois metalúrgicos, Marquinho e Cabelo, e passou a viver com os manifestantes.
Após adoecer, foi adotada por Janja, a então namorada de Lula. Lula só passou a conhecer Resistência após ser liberto.
Inspiradora do movimento pró-direitos dos animais no Partido dos Trabalhadores, recebeu aceno político com a criação de um setor para direitos animais dentro do partido.
Em primeiro de janeiro de 2023, Resistência subiu a rampa na posse do presidente Lula, junto com representantes da sociedade civil, uma vez que Jair Bolsonaro não passou a faixa para o próximo presidente como é o costume.

Em uma publicação nas redes sociais em 1 de janeiro de 2023, Janja disse: "Vem, Paris! Bora comemorar que o papai assinou a lei que proíbe testes em animais", numa foto com a Cadela Paris e Resistência. A lei referida, assinada por Lula, refere-se à proibição do uso de animais em testes de produtos de higiene, perfumes e cosméticos.
Ela é nosso amuletinho, eu diria assim. A Resistência foi encontrada e adotada pela vigília. Ela ficou alguns meses na vigília, mas como era muito frio em Curitiba, ela ficou doentinha e eu falei: "Vamos lá, Resistência, você vai pra minha casa". Ela foi. Contei isso por carta pra ele: "Olha só, temos uma filha nova". E aí o pessoal da vigília falou: "A Resistência vai subir ainda a rampa do Planalto". A Resistência estará lá.